# Municipio de Cambridge (Ohio)
El municipio de Cambridge (en inglés: Cambridge Township) es un municipio ubicado en el condado de Guernsey en el estado estadounidense de Ohio. En el año 2010 tenía una población de 14570 habitantes y una densidad poblacional de 161,36 personas por km².

## Geografía
El municipio de Cambridge se encuentra ubicado en las coordenadas 40°2′19″N 81°34′56″O / 40.03861, -81.58222. Según la Oficina del Censo de los Estados Unidos, el municipio tiene una superficie total de 90.29 km², de la cual 90.11 km² corresponden a tierra firme y (0.21%) 0.19 km² es agua.

## Demografía
Según el censo de 2010, había 14570 personas residiendo en el municipio de Cambridge. La densidad de población era de 161,36 hab./km². De los 14570 habitantes, el municipio de Cambridge estaba compuesto por el 93.48% blancos, el 3.01% eran afroamericanos, el 0.27% eran amerindios, el 0.37% eran asiáticos, el 0.02% eran isleños del Pacífico, el 0.29% eran de otras razas y el 2.56% pertenecían a dos o más razas. Del total de la población el 1.1% eran hispanos o latinos de cualquier raza.